# Михаил Сарафов
Михаил Константинов Сарафов е български революционер, политик, просветен деец и дипломат. Член е на няколко правителства като представител на Либералната, а по-късно на Прогресивнолибералната партия – като просветен (1880 – 1881), финансов (1884, 1902 – 1903) и вътрешен министър (1901 – 1902).

## Биография
Михаил Сарафов е роден на 26 февруари (14 февруари стар стил) 1854 г. в Търново. Брат е на генерал Иван Сарафов и доктор Георги Сарафов. Първоначално учи в родния си град, а през 1875 г. завършва гимназия в Загреб. След това участва в работата на Българския революционен централен комитет в Букурещ и в ръководството на революционния комитет в Търново, където е учител през 1875-1876 г. Арестуван е за кратко, след което напуска страната и следва в университетите в Загреб, Мюнхен и Париж.
След завръщането си в България Михаил Сарафов е министър на народното просвещение в правителството на Петко Каравелов (1880 – 1881). При преврата на 27 април 1881 година е назначен и в новото правителство на Казимир Ернрот, но той веднага се отказва от поста, заявявайки, че назначаването на новия кабинет е незаконно и че е нередно той да се оглавява от чужд поданик.
По време на Режима на пълномощията (1881 – 1883) оглавява новосъздаденото Статистическо бюро при Министерството на финансите, като на тази длъжност организира първото преброяване на населението в България. През 1884 г. е министър на финансите в правителството на Драган Цанков. През същата година става действителен член на Българското книжовно дружество (БКД), по-късно преобразувано в Българска академия на науките.
От 1893 до 1896 г. Сарафов е директор на Солунската българска мъжка гимназия, а от 1895 до 1896 г. – на Солунската българска девическа гимназия. След връщането си в София е заместник-директор на Осигурителното дружество „Балкан“ (1897 – 1900) и ковчежник на БКД (1898 – 1904). Участва като министър на вътрешните работи в коалиционното правителство на Петко Каравелов (1901) и като министър на финансите в 3-те самостоятелни прогресистки правителства на Стоян Данев.
През следващите години Михаил Сарафов заема дипломатически длъжности. Той е дипломатически представител на България във Виена (1904 – 1909) и Истанбул (1909 – 1913) и представител на външното министерство в Солун по време на Балканските войни (1913). Участва и в българската делегация за подписването на Ньойския договор през 1919 г.
Михаил Сарафов умира в София на 13 декември 1924 година.
Синът му Константин Сарафов също е дипломат.

## Памет
На Михаил Сарафов е наречена улица в квартал „Сухата река“ в София (Карта).